# João Antônio de Lemos
João Antônio de Lemos, barão do Rio Verde (São Gonçalo do Sapucaí, 14 de outubro de 1788 — 30 de dezembro de 1864), foi um político, nobre e empresário brasileiro.

## Biografia
Era filho de Rodrigo Antônio de Lemos, imigrante português que se estabeleceu no arraial de São Gonçalo da Campanha, futuramente São Gonçalo do Sapucaí, e Sabina Maria do Amor Divino Guyeiros, natural de Carrancas. Foi casado com Luíza Amália de Lemos, que o deixou viúvo em 22 de novembro de 1842. Deste casamento nasceram nove filhos. Contraiu segundas núpcias com sua sobrinha Olímpia Carolina Vilela de Lemos, quando gerou mais três filhos. De Rodrigo Antônio de Lemos, pai do barão, também vem a descender a esposa do presidente Juscelino, D. Sarah Kubitschek. Dona Sarah era neta de Adelaide Carolina de Lemos, filha de Francisco Antônio de Lemos, irmão do barão, e do médico Joaquim Gomes de Souza.
João Antônio de Lemos destacou-se na política do Império, participando da Assembléia Constituinte de 1823, e em virtude de seu destacado desempenho, recebeu o título de barão do Rio Verde. Ainda participou como suplente em legislaturas posteriores, e finalmente sendo deputado por Minas do ano de 1832 a 1835.

## Empreendendorismo

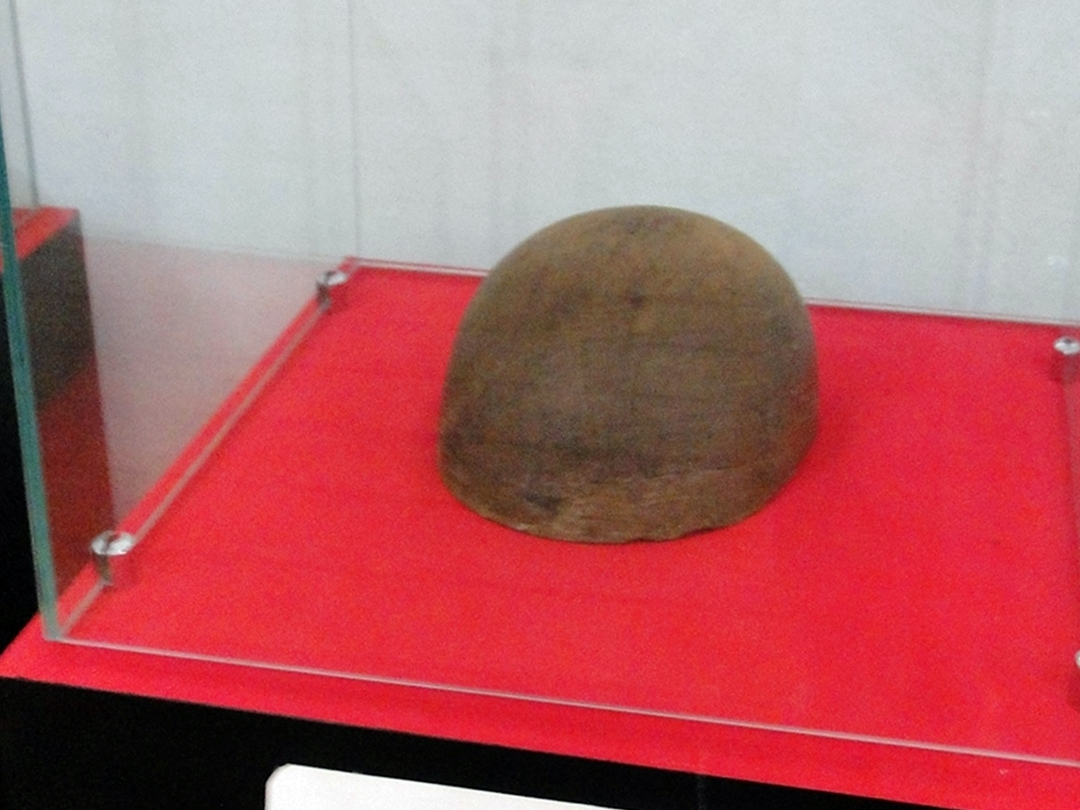
Forma de chapéu usada na confecção dos chapéus na pioneira fábrica

Foi o pioneiro na industrialização de chapéus no Brasil, tendo sua fábrica sido instalada no ano de 1825 na cidade sul mineira de São Gonçalo do Sapucaí, com tecnologia importada de França. Foi a primeira fábrica de chapéus de Minas Gerais e uma das primeiras do Império. Para que tal tecnologia e métodos fossem trazidos de Europa ao Brasil, o barão enviou seu filho Lúcio de Lemos à França, este ainda jovem, a fim de ali estudar a fabricação de chapéus. Lúcio foi herdeiro da fábrica na ausência do pai, porém sob sua direção a fábrica não logrou êxito, até sua completa extinção, em fins do século XIX.

## Morte
Foi brutalmente assassinado no Largo da Matriz em São Gonçalo do Sapucaí, por Joaquim Gomes de Souza, médico casado com sua sobrinha Adelaide Carolina de Lemos. Seu corpo encontra-se sepultado no cemitério da mesma cidade. O assassino foi condenado em três juris consecutivos ora à morte, ora à prisão perpétua, porém, sendo comprovada a tese de sua insanidade mental, foi o réu retirado ao hospício D. Pedro II, no Rio de Janeiro, onde veio a falecer após poucos anos de reclusão.